# Glumina (Neum, BiH)
Glumina je naseljeno mjesto u općini Neum, Federacija BiH, BiH.

## Povijest
Selo se spominje u izvještaju splitskoga dominikanca Danijela iz 1589. pod nazivom Glumna.

## Položaj
Mjesto se nalazi u kraškoj udolini, jugoistočno od Hutova od kojega je udaljeno oko 6 kilometara cestom koja vodi uz umjetno jezero Vrutak.

## Stanovništvo

### 1991.
Nacionalni sastav stanovništva 1991. godine, bio je sljedeći:
ukupno: 58
- Hrvati - 58

### 2013.
Nacionalni sastav stanovništva 2013. godine, bio je sljedeći:
ukupno: 51
- Hrvati - 51

## Znamenitosti
- nekropola Međugorje, lokalitet sa 62 stećka iz 15. stoljeća, površine 80×50 m. Nacionalni je spomenik Bosne i Hercegovine.
- manja skupina stećaka u groblju u samom naselju
- više prapovijesnih tumula

- Stećci u groblju u Glumini
- Kapelica u groblju u Glumini
- Stećci na nekropoli Međugorje

## Osnovna škola u Glumini
Narodna osnovna škola Glumina otvorena je školske godine 1949./1950. u prostoru novoizgrađene sušionice u kojoj je osim prostorije škole bila prostorija doma za mladež, te prostorija mljekare i sušionice duhana. Pohađala su je djeca iz Glumine, Međugorja i Vjetrenika. Prve školske godine školu je pohađalo 30 učenika, a školske godine 1952./1953. 56 učenika. Iste je školske godine škola zatvorena, a učenici su trebali nastaviti školovanje u Gornjem Hrasnu, međutim, na traženje roditelja, školovanje su nastavili u Hutovu.

## Zanimljivosti
- U Glumini je postojala crkva sv. Petra, srušena u potresu 1667. godine.
- Arheolog i povjesničar Pavao Anđelić navodi da postoji mogućnost da je Galumainik Konstantina Porfirogeneta bio u selu Glumini.[5]

### Članci
- Vidović, Domagoj. 2009. Gradačka toponimija. Folia onomastica Croatica. Zavod za lingvistička istraživanja HAZU. Zagreb.  (18): 171–221

## Vanjske poveznice
- Satelitska snimka  Arhivirana inačica izvorne stranice od 15. svibnja 2009. (Wayback Machine)